# Петрухин, Вячеслав Николаевич
Вячесла́в Никола́евич Петру́хин (род. 1953) — советский футболист.

## Биография
Родился в Зарайске Московской области. Воспитанник ДЮСШ «Торпедо» (Москва). C 1971 года в первой команде. Играл за дублирующий состав. В 1974 году дебютировал в чемпионате СССР, дважды выходя на замену. Выступал за кишинёвский «Нистру», днепропетровский «Днепр», тюменский «Геолог», московский «Локомотив», магнитогорский «Металлург». Всего на его счету 37 матчей, сыгранных на уровне Высшей лиги советского футбола.
По окончании карьеры игрока работал в различных клубах на административных должностях. С 1 мая 2017 года занимает должность заместителя директора	СДЮСШОР «Химки».